# Nawapolazk

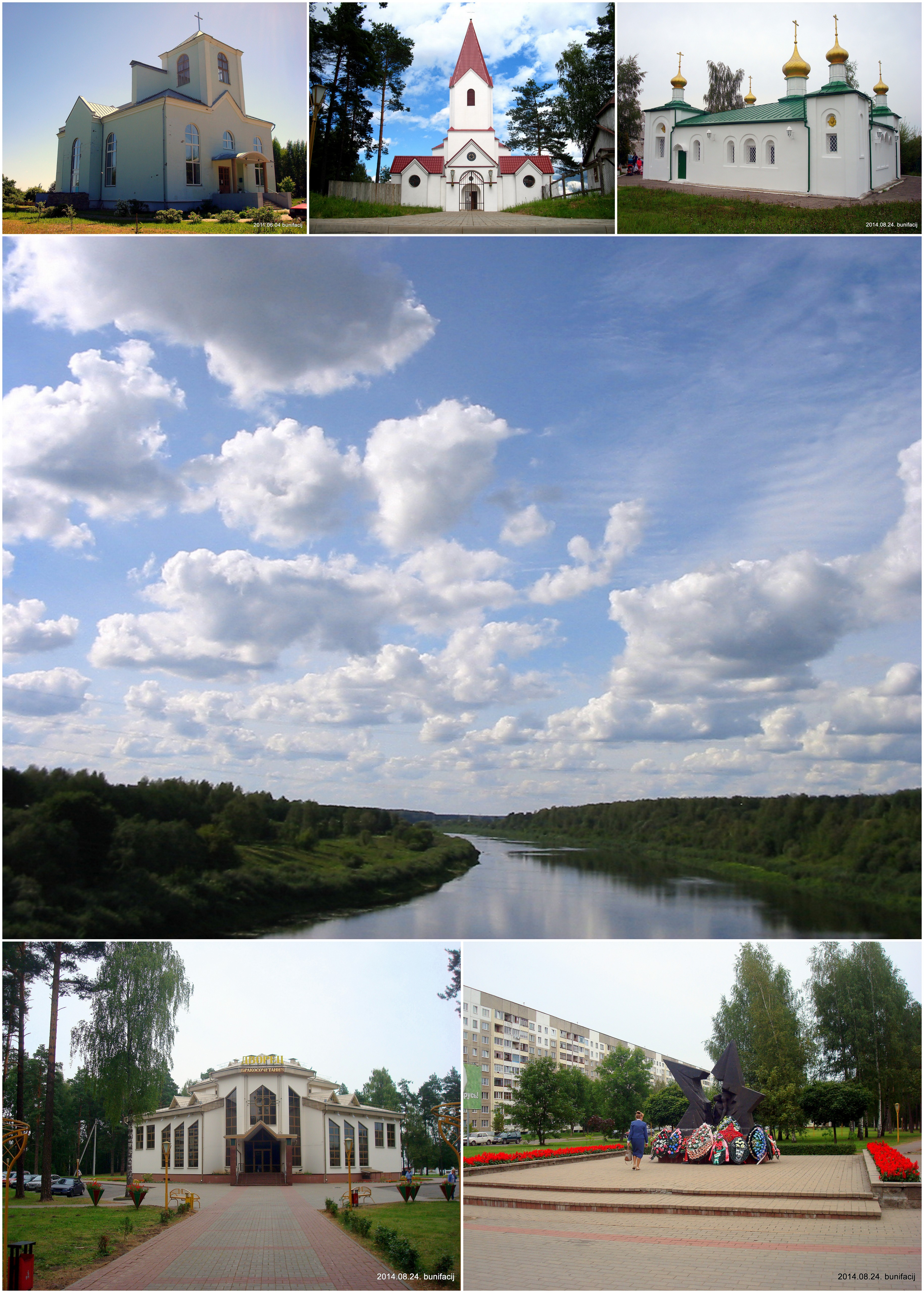
Nawapolazk; Mittelbild: die Düna

Nawapolazk bzw. Nowopolozk (belarussisch Наваполацк, russisch Новополоцк Nowopolozk) ist eine administrativ unabhängige Trabantenstadt in direkter Nachbarschaft der kleineren Stadt Polazk (belarussisch Полацк) im Norden von Belarus. Beide Städte trennt die Düna, die weiter durch das benachbarte Lettland nach Riga fließt und dort in die Ostsee mündet. Nawapolazk liegt in der Wizebskaja Woblasz und hat etwa 100.000 Einwohner.

## Wirtschaft
Die Stadt ist Sitz der Ölraffinerie Naftan, die 1963 ihren Betrieb aufnahm und im Jahre 2017 knapp 10.000 Mitarbeiter zählte.

## Verkehr
Nawapolazk ist eine von vier belarussischen Städten mit einem eigenen Straßenbahnnetz. Die Stadt ist durch mehrere Straßen mit der Nachbarstadt Polazk verbunden. Polazk ist an das überregionale Straßen- und Eisenbahnnetz angeschlossen.

## Sport
- Chimik-SKA Nawapolazk, früher Polimir Nawapolazk, ist ein Eishockeyklub, der in der belarussischen Extraliga spielt und 1996 und 1997 belarussischer Meister war.
- Naftan Nawapolazk ist ein Fußballklub, der an der Wyschejschaja Liha teilnimmt.

## Städtepartnerschaften
Nawapolazk hat zahlreiche Partnerstädte:
| - Płock, Polen, seit 1996 - Odinzowo, Russland, seit 1999 - Orechowo-Sujewo, Russland, seit 1999 - Mažeikiai, Litauen, seit 2002 - Givors, Frankreich, seit 2002 - St. Petersburg, Russland, seit 2003 - Ludza, Lettland, seit 2007 - Kstowo, Russland, seit 2008 - Ventspils, Lettland, seit 2008 - Weihai, Volksrepublik China, seit 2008 | - Dmitrowski, Bezirk Moskaus, Russland, seit 2010 - Danzig, Polen, seit 2010 - Ostrowice, Polen, seit 2010 - Chauffailles, Frankreich, seit 2010 - Elektrostal, Russland, seit 2011 - Skadowsk, Ukraine, seit 2011 - Kursk, Russland, seit 2014 - Pantelej, Bezirk in Niš, Serbien, seit 2015 - Smiltene, Lettland, seit 2016 - Kruševac, Serbien, seit 2016 |

## In Nawapolazk geboren
- Sjarhej Sadseljonau (* 1976), Eishockeyspieler
- Wadsim Dsewjatouski (* 1977), Hammerwerfer
- Alena Sannikawa (* 1980), Skilangläuferin
- Aljaksandr Schydkich (* 1984), Eishockeyspieler
- Uladsimir Dsjanissau (* 1984), Eishockeyspieler
- Kazjaryna Rudakowa (* 1984), Skilangläuferin
- Wadsim Karaha (* 1985), Eishockeyspieler
- Andrej Kaszizyn (* 1985), Eishockeyspieler
- Arzjom Wolkau (* 1985), Eishockeyspieler
- Sjarhej Kolassau (* 1986), Eishockeyverteidiger
- Pawel Tscharnawok (* 1986), Eishockeyspieler
- Wadsim Suschko (* 1986), Eishockeyspieler
- Olga Alifiravets (* 1987), ehemals belarussische, seit 2015 schwedische Biathletin
- Sjarhej Kaszizyn (* 1987), Eishockeyspieler
- Aljaksandr Kitarau (* 1987), Eishockeyspieler
- Ihar Schwedau (* 1987), Eishockeyspieler
- Andrej Kolassau (* 1989), Eishockeyspieler
- Dsmitryj Korabau (* 1989), Eishockeyspieler
- Sergei Igorewitsch Ostaptschuk (1990–2011), russisch-belarussischer Eishockeyspieler
- Darja Blaschko (* 1996), ehemals belarussische, seit 2019 ukrainische Biathletin
- Jahor Schpuntau (* 1999), Skilangläufer

## Nachweise
1. ↑  Schätzung 2017: 102.288 Einwohner, siehe citypopulation – Belarus, abgerufen am 27. September 2017
2. ↑  Memorandum Naftan (russisch)
3. ↑  Website der Stadt, abgerufen am 27. September 2017